# Oružane snage Trinidada i Tobaga
Oružane snage Trinidada i Tobaga službeni je naziv za vojsku Trinidada i Tobaga. Oružane snage štite suverenitet i neovisnost Trinidada i Tobaga te brane njegovu teritorijalnu cjelovitost, što im je glavna zadaća. Pored toga, sudjeluju u međunarodnim mirovnim, humanitarnim i drugim operacijama i misijama, obavljaju određene zadatke u stanju neposredne ugroženosti te pružaju pomoć institucijama civilne vlasti i stanovništvu u slučaju prirodnih, tehničko-tehnoloških i ekoloških nesreća. Oružane snage Trinidada i Tobaga razvile su se nakon osamostaljenja države 1962. godine.

## Kopnena vojska
Pukovnija Trinidada i Tobaga, glavni je element obrambenih snaga Trinidada i Tobaga. Sastoji s od oko 2000 muškaraca i žena, organiziranih u sjedištu pukovnije (nalazi se u Port of Spainu) i četiri bojne. Pukovnija ima dvije primarne uloge; Održavanje unutarnje sigurnosti Trinidada i Tobaga i pomoć lokalnoj policiji.
Iako je službeni naziv pukovnija Trinidada i Tobaga, ona je više ustrojena kao laka pješačka brigada, s nekoliko pješačkih bojni, inženjeringa i jedinica logističke potpore:
1. bojna (pješačka)
2. bojna (pješačka)
3. bojna (inženjerija)
4. bojna (logistika)

## Ratno zrakoplovstvo
Ratno zrakoplovstvo Trinidada i Tobaga osnovano je u veljači 1966. godine s ciljem osiguranja suverenosti zračnog prostora Trinidada i Tobaga te pružanje zrakoplovne potpore drugim granama u provedbi njihovih zadaća u združenim operacijama. Sadašnji zapovjednik Ratnog zrakoplovstva je kapetan Darryl Daniel. On je preuzeo zapovjedništvo u srpnju 2014. godine

### Trenutni inventar
| Zrakoplov         | Podrijetlo        | Zadaća                |                   |                   |                   |                   |
| Pomorska ophodnja | Pomorska ophodnja | Pomorska ophodnja     | Pomorska ophodnja | Pomorska ophodnja | Pomorska ophodnja | Pomorska ophodnja |
| ----------------- | ----------------- | --------------------- | ----------------- | ----------------- | ----------------- | ----------------- |
| C-26 Metro        | SAD               | Pomorska ophodnja     |                   |                   |                   |                   |
| Helikopteri       |                   |                       |                   |                   |                   |                   |
| AW139             | Italija           | Traganje i spašavanje |                   |                   |                   |                   |

## Obalna straža
Obalna straža Trinidada i Tobaga je vojna organizacija s policijskim ovlastima na moru. U teritorijalnom moru i unutarnjim morskim vodama Trinidada i Tobaga Obalna straža pruža potporu drugim nadležnim tijelima državne uprave u provođenju zakona i drugih propisa iz njihove nadležnosti. Sadašnji zapovjednik Obalne straže je kapetan Hayden Pritchard.

## Specijalne snage
Trinidad i Tobago ima jedinstvenu i visoko obučenu skupinu specijalnih snaga koja ima zadatak suzbijanje narko kartela te izvršavati protuterorističke operacije. Vojnici se šalju u SAD ili Veliku Britaniju na daljnje obuke. Njihov slogan je "pronaći način".